# Guy Palmade
Guy Pierre Jean Palmade (* 27. August 1927 in Mazerolles-du-Razès; † 1993) war ein französischer Historiker.

## Leben
Guy Palmade besuchte die Gymnasien in Auch und Toulouse. Palmade studierte seit 1946 an der École normale supérieure (ENS) Geschichte und erhielt 1951 seine Agrégation. Er arbeitete zunächst als Gymnasiallehrer in Cahors (1951), dann als Agrégé-répétiteur an der ENS (ab 1952) und als Assistent an der Sorbonne (Institut d’Études Politiques, ab 1957) sowie als Maître assistant an der ENS (ab 1963). 1968 wurde er zum Generalinspektor für öffentlichen Unterricht (Inspecteur général de l’instruction publique) ernannt. Von 1969 bis 1972 war er unter Olivier Guichard technischer Berater im Bildungsministerium sowie von 1973 bis 1976 Direktor des Institut national de recherche et de documentation pédagogiques (INRDP) in Paris, dann Dekan seiner gesellschaftswissenschaftlichen Abteilung. 
Palmade befasste sich als Historiker mit der Geschichte des Zweiten Kaiserreichs und des Kapitalismus im Frankreich des 19. Jahrhunderts sowie mit allgemeiner Geschichtsschreibung.

## Schriften
- Capitalisme et capitalistes français du XIXe siècle. A. Colin, Paris 1961.
- als Herausgeber und Mitautor (zusammen mit Jean-Pierre Daviet und Patrick Verley): Das bürgerliche Zeitalter (= Fischer Weltgeschichte. Band 27). Fischer Taschenbuch Verlag, Frankfurt am Main 1974.